# حزب ليبيريا للمساواة في الحقوق
حزب ليبيريا المساواة في الحقوق هو حزب سياسي في ليبيريا. قدم الحزب مرشحين في انتخابات 11 أكتوبر 2005.
فاز مرشح الحزب جوزيف كورتو بنسبة 3.3٪ من الأصوات في الانتخابات الرئاسية. فشل الحزب في الفوز بأي مقاعد في مجلس الشيوخ أو مجلس النواب.
تم استبعاد الحزب من خوض الانتخابات الرئاسية والتشريعية لعام 2011.